# Ludwik I (hrabia Nevers)
Ludwik I (ur. 1304, zm. 26 sierpnia 1346) – hrabia Flandrii, Nevers i Rethel, syn Ludwika de Nevers (najstarszego syna hrabiego Roberta III Flandryjskiego) i Joanny, dziedziczki hrabstwa Rethel, córki Hugona IV, hrabiego Rethel.
W 1322 r. po śmierci ojca został hrabią Nevers (jako Ludwik II). Niecałe dwa miesiące później zmarł jego dziadek, Robert III, i Ludwik został hrabią Flandrii (jako Ludwik I). Po śmierci matki w 1328 r. został również hrabią Rethel (jako Ludwik II).
Ludwik prowadził politykę profrancuską. Już w 1319 r. odwiódł Roberta III od zbrojnej próby odbicia miasta Lille. Skłonił go natomiast do odnowienia więzi lennej z królem Francji Filipem V. Po zostaniu hrabią Flandrii Ludwik nałożył na poddanych ogromne podatki. Sprawiły one, że już w 1323 r. wybuchło wielkie powstanie ludowe pod wodzą Nicolaasa Zannekina. Zannekin i jego ludzie zdobyli Nieuwpoort, Veurne, Ieper i Kortrijk. W tym ostatnim mieście w ręce buntowników dostał się sam hrabia Ludwik. W 1325 r. buntownicy podjęli nieudaną próbę opanowania przyłączonych w 1305 r. do Francji Gandawy i Oudenaarde.
Wówczas w spór wmieszał się król Francji Karol IV Piękny. Doprowadził on do podpisania pokoju w Arques i uwolnienia Ludwika z niewoli. Pokój nie trwał długo i rebelia wybuchła ponownie już w 1326 r. Ludwik uciekł do Francji, gdzie starał się o pomoc dworu królewskiego. Został wysłuchany dopiero w 1328 r. przez nowego króla Filipa VI. 28 maja 1328 r. Ludwik został przezeń pasowany na rycerza, a na odbywającej się następnego dnia koronacji Filipa Ludwik podawał mu miecz Karola Wielkiego. W czasie uroczystości Filip złożył obietnicę pomocy Ludwikowi. Spełnił ją już następnego lata. 23 sierpnia 1328 r. wkroczył do Flandrii i pokonał buntowników pod Cassel. Ludwik został przywrócony na tron Flandrii, a samo hrabstwo poddanie silniejszej kontroli francuskiej.
Profrancuskie rządy Ludwika I dalej nie cieszyły się sympatią flamandzkiego kupiectwa, silnie związanego ekonomicznie z Anglią, której król, Edward III, miał prawa do francuskiego tronu. Kiedy w 1337 r. Edward zdecydował się walczyć o francuską koronę, jego pierwszym krokiem było podporządkowanie Flandrii. Edward natrafił tu na podatny grunt. Zaczął od wstrzymania importu flandryjskiej bawełny, co w krótkim czasie doprowadziło do przyjęcia przez kupców protekcji angielskiej. Ludwik musiał ponownie uciekać do Francji, a władzę we Flandrii przejęła oligarchia kupiecka na czele z Jacobem van Arteveldem.
Podczas dalszych walk wojny stuletniej Ludwik walczył u boku Francuzów. Zginął 26 sierpnia 1346 r. w bitwie pod Crécy. Jest pochowany w Brugii.
21 czerwca 1320 r. poślubił Małgorzatę Francuską (1310 – 9 maja 1382), córkę króla Francji Filipa V Długiego i Joanny II, hrabiny Burgundii. Został z nią zaręczony już w 1317 r. Ludwik i Małgorzata mieli razem jednego syna:
- Ludwik II de Male (25 października 1330 – 30 stycznia 1384), hrabia Flandrii, Nevers, Rethel, Artois i Burgundii